# Campagnola Cremasca
Campagnola Cremasca ist eine norditalienische Gemeinde (comune) in der Provinz Cremona in der Lombardei mit 652 Einwohnern (Stand 31. Dezember 2023). Die Gemeinde liegt etwa 40 Kilometer nordwestlich von Cremona.